# Опря, Игорь Васильевич
И́горь Васи́льевич О́пря (рум. Igor Oprea; родился 5 октября 1969, Кишинёв, СССР) — советский и молдавский футболист. Выступал на позиции полузащитника. Был игроком сборной Молдавии с 1992 по 2001 год.

## Карьера

### Клубная
Игорь Опря начал заниматься футболом с восьми лет. Является воспитанником Республиканской школы футбола (тренер — Владимир Благодаров). С 1985 по 1987 год тренировался в центре подготовки олимпийских резервов. В 1988 году сыграл 11 матчей за «Зарю» из Бельц во второй лиге чемпионата СССР. Затем полузащитник несколько лет не играл на серьёзном уровне, обучаясь в Кишинёвском педагогическом институте. В 1992 году Опря в составе «Тилигула» принял участие в первом чемпионате Молдавии. За команду из Тирасполя футболист выступал до 1996 года и трижды становился в её составе обладателем национального кубка.
В 1996 году Игорь Опря перешёл в «Зимбру», самый титулованный на тот момент футбольный клуб Молдавии. За шесть лет выступлений за столичную команду полузащитник четырежды выигрывал чемпионат страны. В 2000 году футболист принял участие в кубке Содружества, где его команда дошла до финала.
В 2002 году Опря стал игроком одесского «Черноморца», выступавшего в то время в Первой лиге чемпионата Украины. По итогам сезона 2001/02 на счету футболиста было 16 сыгранных матчей и 1 забитый гол, а одесский клуб завоевал повышение в классе. Отыграв половину следующего сезона в Высшем украинском дивизионе, Игорь Опря вернулся в «Зимбру», где и завершил карьеру 2 года спустя.

### В сборной
Игорь Опря дебютировал в сборной Молдавии 20 мая 1992 года в товарищеском матче с командой Литвы.
20 августа того же года полузащитник забил первый гол за национальную команду (в ворота Судана).
В составе сборной Опря принимал участие в отборочных турнирах к чемпионатам Европы 1996 (9 матчей, 1 гол) и 2000 (6 матчей, 2 гола), а также — к чемпионату мира—2002 (4 матча). Игорь является автором первого гола в истории сборной Молдавии, забитого в официальных матчах. 7 сентября 1994 года в рамках отборочного турнира к Чемпионат Европы по футболу 1996 в гостевом матче против Грузии Игорь Опря отличился на 40 минуте и принес своей команде первую историческую победу в официальных матчах. В последний раз футболист сыграл за национальную команду 15 августа 2001 года в товарищеском матче с португальцами.

## Достижения
Тилигул
- Вице-чемпион Молдавии (4): 1992, 1992/93, 1993/94, 1994/95
- Обладатель кубка Молдавии (3): 1992/93, 1993/94, 1994/95
- Финалист кубка Молдавии (2): 1992, 1995/96

Зимбру
- Чемпион Молдавии (4): 1995/96, 1997/98, 1998/99, 1999/2000
- Вице-чемпион Молдавии (3): 1996/97, 2000/01, 2002/03
- Третье место в чемпионате Молдавии (2): 2000
- Обладатель кубка Молдавии (3): 1996/97, 1997/98, 2003/04
- Финалист кубка Молдавии (1): 1999/2000
- Финалист Кубка Содружества (1): 2000

Черноморец
- Вице-чемпион Первой лиги (1): 2001/02